# Nemzeti Bajnokság I 2013-2014
La Nemzeti Bajnokság I 2013-2014 (chiamata ufficialmente OTP Bank Liga per motivi di sponsorizzazione) è stata la 113ª edizione del massimo campionato di calcio ungherese. La stagione è iniziata il 26 luglio 2013 e si è conclusa il 1º giugno 2014. Il Debrecen ha vinto il titolo per la settima volta nella sua storia.

## Stagione

### Novità
Al termine della stagione 2012-2013, sono retrocessi Siófok e Eger. Al loro posto sono stati promossi Mezőkövesd e Puskás FC.

### Formula
Le 16 squadre partecipanti si sfidano in un girone di andata e ritorno per un totale di 30 giornate.
La squadra campione d'Ungheria si qualifica per il secondo turno di qualificazione della UEFA Champions League 2014-2015.

Le squadre classificate al secondo e terzo posto si qualificano per il secondo turno di qualificazione della UEFA Europa League 2014-2015.

Le ultime due classificate retrocedono direttamente in Nemzeti Bajnokság II.

## Squadre partecipanti
| Club             | Stagione | Città          | Stadio                     | Stagione 2012-2013    |
| ---------------- | -------- | -------------- | -------------------------- | --------------------- |
| Debrecen         | dettagli | Debrecen       | Stadio Oláh Gábor Út       | 6º posto in NB I      |
| Diósgyőr         | dettagli | Miskolc        | Stadio DVTK                | 10º posto in NB I     |
| Ferencváros      | dettagli | Budapest       | Albert Flórián Stadion     | 5º posto in NB I      |
| Győri ETO        | dettagli | Győr           | ETO Park                   | Campione d'Ungheria   |
| Haladás          | dettagli | Szombathely    | Stadio Rohonci Út          | 8º posto in NB I      |
| Honvéd           | dettagli | Budapest       | Bozsik Stadion             | 3º posto in NB I      |
| Kaposvár         | dettagli | Kaposvár       | Stadio Kaposvár Rákóczi    | 11º posto in NB I     |
| Kecskemét        | dettagli | Kecskemét      | Stadio Széktói             | 7º posto in NB I      |
| Lombard Pápa     | dettagli | Pápa           | Stadio Várkerti            | 14º posto in NB I     |
| Mezőkövesd-Zsóry | dettagli | Mezőkövesd     | Mezőkövesdi Városi Stadion | 1º Girone Est NB II   |
| MTK Budapest     | dettagli | Budapest       | Nándor Hidegkuti Stadion   | 4º posto in NB I      |
| Paks             | dettagli | Paks           | Stadio PSE                 | 13º posto in NB I     |
| Pécs             | dettagli | Pécs           | Stadio PMFC                | 12º posto in NB I     |
| Puskás Akadémia  | dettagli | Felcsút        | Felcsúti Sporkomplexum     | 1º Girone Ovest NB II |
| Újpest           | dettagli | Budapest       | Stadio Szusza Ferenc       | 9º posto in NB I      |
| Videoton         | dettagli | Székesfehérvár | Sóstói Stadion             | 2º posto in NB I      |

## Classifica finale
|                     | Pos. | Squadra          | Pt | G  | V  | N  | P  | GF | GS | DR  |
| ------------------- | ---- | ---------------- | -- | -- | -- | -- | -- | -- | -- | --- |
| Ungheria (bandiera) | 1.   | Debrecen         | 62 | 30 | 18 | 8  | 4  | 66 | 33 | +33 |
|                     | 2.   | Győri ETO        | 62 | 30 | 18 | 8  | 4  | 58 | 32 | +26 |
|                     | 3.   | Ferencváros      | 57 | 30 | 17 | 6  | 7  | 47 | 33 | +14 |
|                     | 4.   | Videoton         | 53 | 30 | 15 | 8  | 7  | 52 | 31 | +21 |
|                     | 5.   | Diósgyőr         | 47 | 30 | 12 | 11 | 7  | 45 | 38 | +7  |
|                     | 6.   | Haladás          | 46 | 30 | 12 | 10 | 8  | 37 | 31 | +6  |
|                     | 7.   | Pécs             | 45 | 30 | 12 | 9  | 9  | 41 | 38 | +3  |
|                     | 8.   | MTK Budapest     | 40 | 30 | 11 | 7  | 12 | 42 | 36 | +6  |
|                     | 9.   | Honvéd           | 36 | 30 | 10 | 6  | 14 | 37 | 39 | -2  |
|                     | 10.  | Kecskemét        | 36 | 30 | 9  | 9  | 12 | 36 | 51 | -15 |
|                     | 11.  | Paks             | 34 | 30 | 8  | 10 | 12 | 39 | 42 | -3  |
|                     | 12.  | Lombard Pápa     | 33 | 30 | 9  | 6  | 15 | 32 | 50 | -18 |
|                     | 13.  | Újpest           | 32 | 30 | 8  | 8  | 14 | 46 | 51 | -5  |
|                     | 14.  | Puskás Akadémia  | 31 | 30 | 8  | 7  | 15 | 36 | 51 | -15 |
|                     | 15.  | Mezőkövesd-Zsóry | 24 | 30 | 6  | 6  | 18 | 27 | 52 | -25 |
|                     | 16.  | Kaposvár         | 19 | 30 | 4  | 7  | 19 | 21 | 54 | -33 |

Legenda:
      Campione d'Ungheria e ammessa alla UEFA Champions League 2014-2015
      Ammesse alla UEFA Europa League 2014-2015
      Retrocesse in Nemzeti Bajnokság II 2014-2015

## Risultati
|                 | Deb  | Dió  | Fer  | Győ  | Hal  | Hon  | Kap  | Kec  | Lom  | Mez  | MTK  | Pak  | Péc  | Pus  | Újp  | Vid  |
| --------------- | ---- | ---- | ---- | ---- | ---- | ---- | ---- | ---- | ---- | ---- | ---- | ---- | ---- | ---- | ---- | ---- |
| Debrecen        | –––– | 4-0  | 4-1  | 2-2  | 2-0  | 0-2  | 7-1  | 5-0  | 2-2  | 1-0  | 1-0  | 2-2  | 1-0  | 2-1  | 3-1  | 2-1  |
| Diósgyőr        | 1-1  | –––– | 1-4  | 1-2  | 1-1  | 2-0  | 1-0  | 1-1  | 2-1  | 5-0  | 2-2  | 0-4  | 3-0  | 2-3  | 2-0  | 2-2  |
| Ferencváros     | 1-1  | 2-1  | –––– | 1-1  | 0-3  | 1-2  | 1-0  | 1-0  | 4-0  | 1-1  | 2-0  | 2-0  | 1-2  | 1-0  | 3-1  | 0-2  |
| Győri ETO       | 3-0  | 1-1  | 1-2  | –––– | 2-1  | 4-2  | 1-0  | 2-1  | 4-1  | 5-0  | 3-0  | 2-0  | 2-5  | 2-2  | 1-0  | 1-1  |
| Haladás         | 1-1  | 2-2  | 0-1  | 2-2  | –––– | 2-0  | 4-1  | 1-0  | 3-2  | 1-0  | 0-0  | 0-1  | 1-3  | 2-1  | 1-0  | 1-1  |
| Honvéd          | 1-3  | 1-2  | 0-2  | 1-1  | 2-1  | –––– | 1-0  | 1-1  | 0-1  | 0-2  | 0-2  | 1-1  | 3-1  | 3-0  | 3-2  | 0-1  |
| Kaposvár        | 1-2  | 0-2  | 1-1  | 0-5  | 2-0  | 0-4  | –––– | 1-2  | 1-1  | 1-0  | 2-2  | 0-0  | 0-2  | 1-1  | 2-2  | 1-0  |
| Kecskemét       | 0-3  | 1-1  | 0-0  | 1-0  | 1-1  | 3-1  | 2-1  | –––– | 1-0  | 2-6  | 3-0  | 3-1  | 2-5  | 1-2  | 1-1  | 3-1  |
| Lombard Pápa    | 1-5  | 0-1  | 0-2  | 1-2  | 1-1  | 1-0  | 1-0  | 3-1  | –––– | 1-1  | 0-2  | 1-0  | 1-0  | 1-1  | 2-1  | 1-2  |
| Mezőkövesd      | 2-2  | 0-1  | 0-1  | 3-0  | 0-2  | 1-0  | 1-3  | 0-1  | 0-2  | –––– | 1-0  | 2-2  | 0-1  | 3-1  | 0-1  | 1-1  |
| MTK Budapest    | 5-2  | 2-2  | 3-2  | 1-2  | 0-1  | 1-1  | 2-0  | 2-2  | 2-0  | 3-0  | –––– | 2-0  | 0-1  | 2-1  | 0-1  | 1-2  |
| Paks            | 0-0  | 0-2  | 2-2  | 1-2  | 0-1  | 1-1  | 2-0  | 2-0  | 4-0  | 1-1  | 1-3  | –––– | 2-1  | 4-1  | 2-4  | 2-2  |
| Pécs            | 2-1  | 1-1  | 1-2  | 1-1  | 1-1  | 1-0  | 3-1  | 0-0  | 1-3  | 2-1  | 1-0  | 1-1  | –––– | 1-2  | 0-0  | 1-1  |
| Puskás Akadémia | 0-1  | 0-2  | 3-1  | 0-1  | 1-2  | 0-4  | 1-0  | 2-2  | 1-0  | 4-0  | 1-1  | 1-0  | 1-1  | –––– | 1-2  | 1-3  |
| Újpest          | 1-4  | 2-0  | 1-2  | 1-2  | 1-1  | 1-1  | 1-1  | 6-1  | 4-2  | 6-1  | 0-4  | 1-2  | 1-1  | 3-3  | –––– | 1-2  |
| Videoton        | 1-2  | 1-1  | 2-3  | 0-1  | 2-0  | 1-2  | 2-0  | 1-0  | 2-2  | 1-0  | 2-0  | 4-1  | 5-1  | 3-0  | 3-0  | –––– |

## Statistiche

### Classifica marcatori
| Gol |  |  | Giocatore        | Squadra         |
| --- |  |  | ---------------- | --------------- |
| 18  |  |  | Nemanja Nikolić  | Videoton        |
| 18  |  |  | Attila Simon     | Paks            |
| 15  |  |  | László Lencse    | Puskás Akadémia |
| 14  |  |  | András Radó      | Haladás         |
| 12  |  |  | Krisztián Koller | Pécs            |
| 11  |  |  | Dániel Böde      | Ferencváros     |
| 10  |  |  | József Kanta     | MTK Budapest    |
| 10  |  |  | Ibrahima Sidibé  | Debrecen        |
| 9   |  |  | Márkó Futács     | Diósgyőr        |
| 9   |  |  | Tamás Kulcsár    | Debrecen        |
| 9   |  |  | Zé Luís          | Videoton        |
| 9   |  |  | Patrik Tischler  | Puskás Akadémia |

## Verdetti
- Campione d'Ungheria: Debrecen
- In UEFA Champions League 2014-2015: Debrecen
- In UEFA Europa League 2014-2015: Győri ETO, Ferencváros e Diósgyőr
- Retrocesse in Nemzeti Bajnokság II: Mezőkövesd-Zsóry e Kaposvár